# Ida Hubáčková
Ida Hubáčková, född den 1 oktober 1954 i Prag, Tjeckien, är en tjeckoslovakisk landhockeyspelare.
Hon tog OS-silver i damernas landhockeyturnering i samband med de olympiska landhockeytävlingarna 1980 i Moskva.